# فيلو ريمينغتون
فيلو ريمينغتون (بالإنجليزية: Philo Remington)‏ (و. 1816 – 1889 م) هو شخصية أعمال، ومخترع أمريكي، ولد في ليتشفيلد، توفي في الولايات المتحدة، عن عمر يناهز 73 عاماً.